# Загублені у космосі
«Загублені у космосі» (англ. Lost in Space) — американський науково-фантастичний фільм 1998 року режисера Стівена Гопкінса, головні ролі виконували Ґері Олдмен і Вільям Герт. Фільм знятий в Лондоні і Шепертоні, спродюсований студією New Line Cinema. Сюжет запозичений з однойменного телесеріалу «CBS» 1965-1968 років. У фільмі розповідається про сім'ю Робінсонів, яка повинна здійснити подорож у сусідню зоряну систему, щоб почати великомасштабну еміграцію зі скоро нежиттєпридатної Землі. Але вони збиваються з курсу і тепер повинні знайти спосіб продовжити свою місію.

## Сюжет
У 2058 році через незворотні наслідки забруднення Землі загрожує спустошення. Готується план колонізації далекої планети Альфа Прим, схожої на нашу. Він полягає в тому, що на орбіті Землі будується спеціальна брама. Космічний корабель «Юпітер», посланий до майбутньої колонії, повинен збудувати там аналогічну браму, крізь яку за допомогою гіпердвигуна стане можливо миттєво переноситися від планети до планети. Тим часом терористична група хоче перервати процес колонізації. Професор Джон Робінсон, провідний вчений місії «Юпітера», готується взяти на борт корабля дружину Морін, здібного до винахідництва сина Вілла та доньок Джуді й Пенні у 10-річний політ в анабіозі. 
Екстремісти підсилають на борт доктора Захарію Сміта, щоб той знищив сім'ю Робінсонів і сам корабель. Незадовго після відльоту він активує робота-помічника та програмує його на знищення екіпажу. Випадково залишившись на кораблі, Сміт, щоб не загинути, будить Робінсонів та капітана Веста. Корабель внаслідок погрому робота прямує на Сонце, капітан вмикає гіпердвигун і «Юпітер» через відсутність брами переноситься в невідому частину космосу.
Робінсони змушені об'єднатися зі Смітом. Перед кораблем виникає аномалія простору, яку екіпаж вирішує дослідити. В ній виявляється безлюдний людський корабель «Протей» і пристикований до нього інший, невідомого походження. Робінсони сходять на борт «Протея», де знаходять координати Альфи Прим і кумедну мавпоподібну істоту, котру Пенні називає Блорпом. Сміт підбурює Вілла не слухатися батька, котрий не звертає уваги на обдарованість сина. Невдовзі на кораблі прокидаються павукоподібні істоти, які намагаються з'їсти людей. Вілл бере ручне керування роботом і відбивається від павуків, тоді як Вест вирішує знищити судно аби павуки не стали загрозою Землі. Сміта ранить павук, але він приховує це попри те, що його тіло починає дивним чином змінюватися. Вілл зауважує, що павуки пожирають своїх поранених. «Юпітер» падає на найближчій планеті біля ще однієї аномалії.
Вілл вирушає дослідити аномалію і потрапляє в майбутнє. Там він зустрічає серед залишків корабля дорослого себе, котрий будує машину часу. Його наставником став Сміт, що доти перетворився на павукоподібне чудовисько з людським лицем. За його словами, решта загинули, вбиті павуками, а робота Вілл відновив, але наділив безжальним прагматизмом. Дорослий Вілл планує за допомогою машини часу вирушити в минуле на Землю і завадити старту «Юпітера». Проте Сміт задумує сам скористатися машиною, щоб заселити Землю павуками. Вілл перезавантажує робота, що робить його знову дружнім. Дорослий Вілл розуміє, що це Сміт вбив його родину та маніпулював ним задля власної вигоди.
Вілл згадує, що павуки пожирають поранених, тому ранить Сміта своєю нагородою і павуки, що визрівали в тілі терориста, нападають на Сміта. Той падає в портал машини часу і гине, а Вілл повертається в момент, коли «Юпітер» тільки-но опинився на планеті. Вілл майбутнього гине під уламками корабля, переконаний, що йому немає місця з родиною, від якої він відвернувся. Часова аномалія розриває планету, чим Джон користується, щоб надати «Юпітеру» прискорення.
Планета перетворюється на чорну діру, Робінсони запускають гіпердвигун і за координатами з «Протея» вирушають до Альфи Прим.

## У ролях
- Вільям Герт — професор Джон Робінсон
- Мімі Роджерс — професор Морін Робінсон, дружина Джона
- Гізер Грем — доктор Джуді Робінсон, старша донька Джона
- Лейсі Шебер — Пенні Робінсон, молодша донька Джона
- Джек Джонсон — Вілл Робінсон, син Джона
  - Джаред Гарріс — дорослий Вілл Робінсон
- Метт Леблан — Дон Вест
- Ґері Олдмен — доктор Захарія Сміт/Сміт-павук
- Ленні Джеймс — Джеб Вокер
- Едвард Фокс — бізнесмен

## Оцінки й відгуки
Фільм став критичним провалом, зібравши всього 28 % схвальних рецензій на Rotten Tomatoes і середню оцінку 42 зі 100 на Metacritic.
Критик Роджер Еберт підкреслював, що «Загублені у космосі» створений за зразком роману «Родина швейцарських Робінзонів» (1812) про батьків і дітей, котрі зазнали корабельної аварії та повинні проявляти дотепність і винахідливість, щоби вижити. Подібна історія в фантастичних декораціях вимагає оригінальності, розуму та продуманості, але «Загублені у космосі» не переймається нічим подібним. Сюжет запозичує кліше з безлічі фільмів про космос, при цьому не обробляючи їх хоч як-небудь творчо. Водночас він намагається бути похмурим, але виглядає це фальшиво.
Дессон Гоув із «Washington Post» зауважив неоригінальність фільму, який «запозичив усі відомі елементи з космічних картин останніх 20 років, від „Зоряних воєн“ до „Зоряного десанту“. Подорожі в часі, лиходії, подібні до Дарта Вейдера, повзучі павуки — всі вони тут».
Пол Клінтон для CNN писав, що «Загублені у космосі» містить усі можливі кліше, хоча спецефекти й саундтрек приємно вражають. Отож, на думку критика, фільм варто поглянути, але не варто передивлятися.